# Bicalutamida
Bicalutamida é um fármaco antineoplásico e antiandrógeno, utilizado em tratamentos de câncer de próstata e hirsutismo.